# Betonnen platform

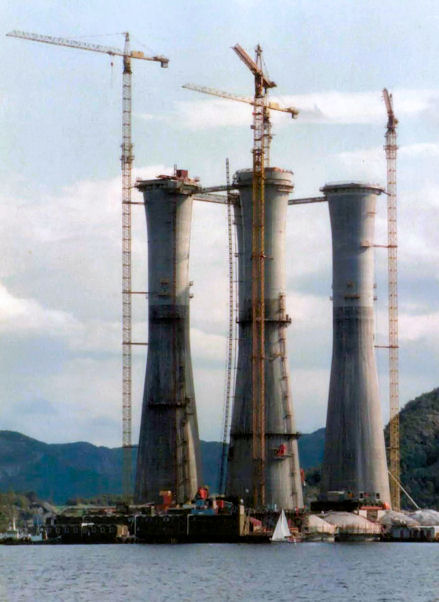
Condeep in aanbouw

Een betonnen platform is een van beton gemaakt productieplatform. Het merendeel betreft vaste gravity-based structures, maar er zijn ook enkele drijvende platforms.

## Geschiedenis
De beginfase van de Noordzee-olie speelde zich af in de zuidelijke Noordzee waar in 1965 voor het eerst gas werd aangetroffen. Hiervoor werden stalen platforms geplaatst. In 1969 werd in de noordelijke Noordzee olie aangetroffen. Met de grotere waterdiepte werden ook de platforms groter en duurder. Daarnaast was er behoefte aan opslagcapaciteit voor platforms waarbij nog geen pijpleiding naar de wal was gelegd. Shuttletankers kunnen in slecht weer niet altijd olie laden en de buffertank maakt het dan mogelijk olie te blijven produceren.

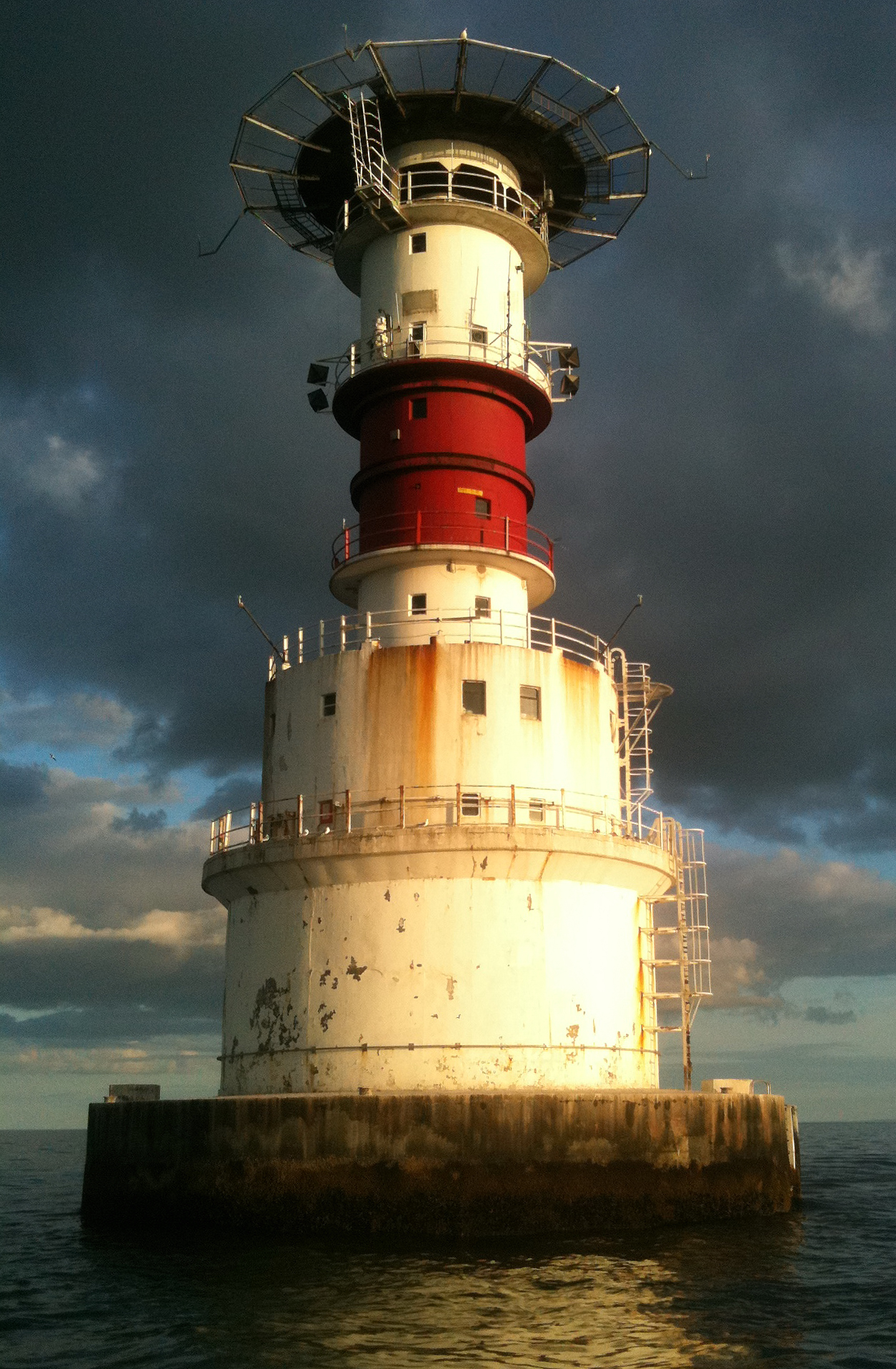
Kishbankvuurtoren uit 1965

In de betonbouw waren ondertussen de nodige nieuwe technieken geïntroduceerd voor gewapend beton, waaronder ferrocement, vezelversterkt beton, kunstharsbeton en voorgespannen beton. Betonnen constructies op zee stellen extra eisen aan de dynamische belasting door golfkracht en aan de waterdoorlatendheid en corrosie van het beton. Ook moest hierbij rekening gehouden worden met de stabiliteit en sterkte tijdens het te water laten en verslepen. Hiermee was ervaring opgedaan bij onder meer havenwerken en vuurtorens.
De eerste betonnen constructie voor de olie-industrie was de Ekofisktank naar een ontwerp van het Franse C.G. Doris. Deze tank met een opslagcapaciteit van 160.000 m³ werd in juni 1973 geplaatst in het Ekofiskveld.

## Belangrijke betonnen platforms
Belangrijke ontwerpen zijn:

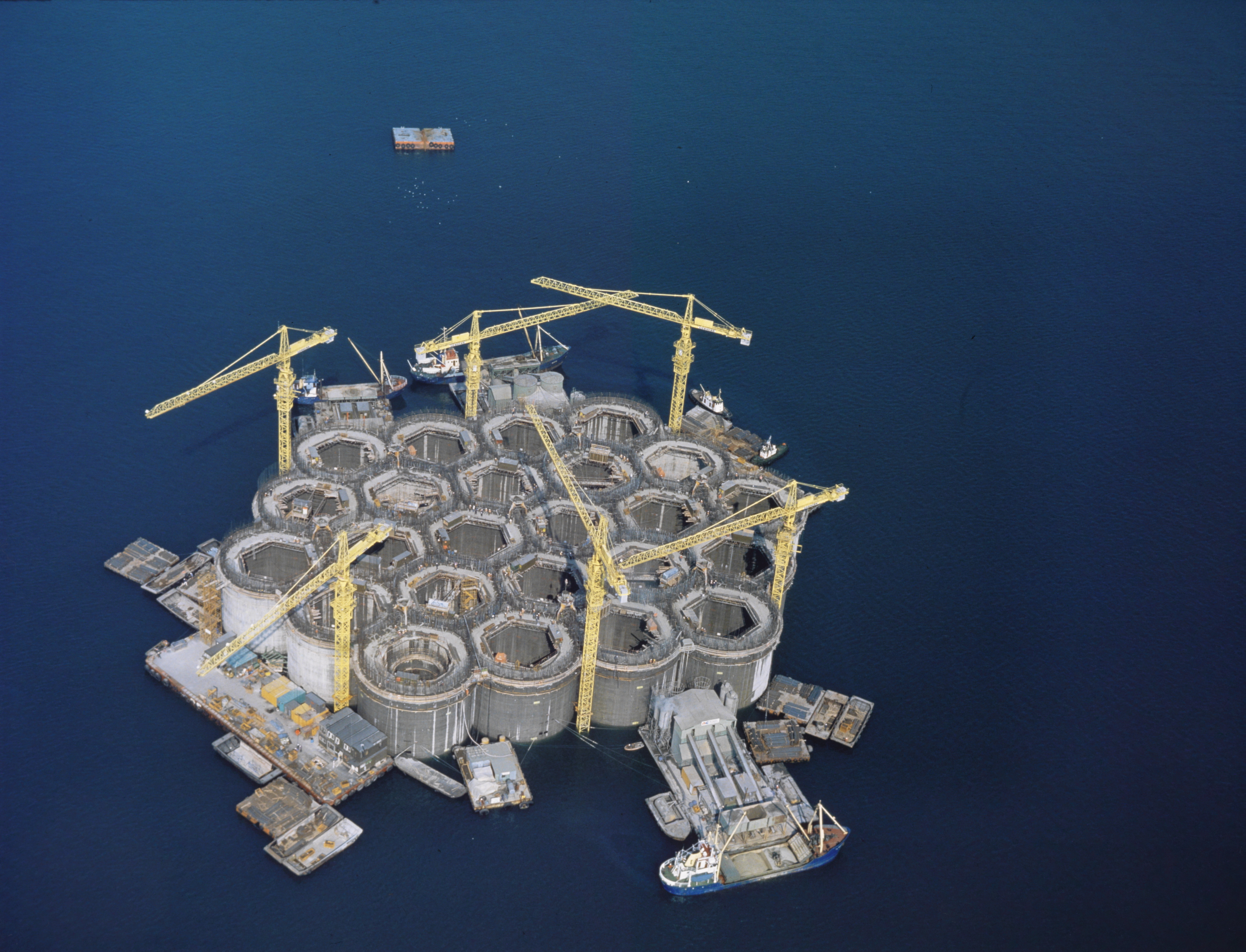
De bouw van de basis van de condeep Statfjord B

- Doris-platforms met geperforeerde buitenwand volgens Jarlan-patent als golfbreker
- Sea Tank-platforms, relatief lage caissons met daarop kolommen en het werkdek
- Condeepplatforms, hoge kolommen met daarop het werkdek
- ANDOC-platforms, vierkante caisson met kolommen en werkdek

|    | Aanvankelijke operator  | Veld/ platform          | Ontwerp                                                 | Bouwer                                 | Werf                        | Diepte (m) | Locatie              | Bouwjaar |
| -- | ----------------------- | ----------------------- | ------------------------------------------------------- | -------------------------------------- | --------------------------- | ---------- | -------------------- | -------- |
| 1  | Phillips                | Ekofisk 1               | Doris, tank, Jarlan-wand                                | Høyer-Ellefsen, Selmer                 | Jåttåvågen, Stavanger       | 70         | Noordzee (NO)        | 1973     |
| 2  | Arco                    | Ardjuna, Ardjuna Sakti  | Berger/ABAM, FPSO voor LPG                              | Concrete Technology                    | Tacoma                      | 43         | Indonesië            | 1974     |
| 3  | Mobil                   | Beryl A                 | Condeep, 3 kolommen                                     | Norwegian Contractors                  | Jåttåvågen, Stavanger       | 118        | Noordzee (GB)        | 1975     |
| 4  | Shell                   | Brent B                 | Condeep, 3 kolommen                                     | Norwegian Contractors                  | Jåttåvågen, Stavanger       | 140        | Noordzee (GB)        | 1975     |
| 5  | Elf                     | Frigg CDP1              | Doris, 1 kolom, Jarlan-wand                             | Howard-Doris/ Norwegian Contractors    | Åndalsnes                   | 104        | Noordzee (GB)        | 1975     |
| 6  | Shell                   | Brent D                 | Condeep, 3 kolommen                                     | Norwegian Contractors                  | Jåttåvågen, Stavanger       | 140        | Noordzee (GB)        | 1976     |
| 7  | Elf                     | Frigg TP1               | Sea Tank, 2 kolommen                                    | McAlpine                               | Ardyne Point                | 104        | Noordzee (GB)        | 1976     |
| 8  | Elf                     | Frigg MCP-01            | Doris, 1 kolom, Jarlan-wand                             | Skånska Cementgjuteriet                | Strömstad                   | 94         | Noordzee (GB)        | 1976     |
| 9  | Shell                   | Dunlin A                | ANDOC, 4 kolommen                                       | ANDOC                                  | Maasvlakte                  | 153        | Noordzee (GB)        | 1977     |
| 10 | Elf                     | Frigg TCP2              | Condeep, 3 kolommen                                     | Norwegian Contractors                  | Åndalsnes                   | 104        | Noordzee (NO)        | 1977     |
| 11 | Mobil                   | Statfjord A             | Condeep, 3 kolommen                                     | Norwegian Contractors                  | Jåttåvågen, Stavanger       | 145        | Noordzee (NO)        | 1977     |
| 12 | Petrobras               | Ubarana PUB03           | UIE/ Montreal Engenharia                                | UIE/ Montreal Engenharia               | Ponta da Laje, Salvador     | 15         | Brazilië             | 1977     |
| 13 | Petrobras               | Ubarana PUB02           | UIE/ Montreal Engenharia                                | UIE/ Montreal Engenharia               | Ponta da Laje, Salvador     | 15         | Brazilië             | 1978     |
| 14 | Petrobras               | Agulha PAG02            | UIE/ Montreal Engenharia                                | Mendes Júnior/ Campenon Bernard        | Ponta da Laje, Salvador     | 15         | Brazilië             | 1978     |
| 15 | Shell                   | Cormorant A             | Sea Tank, 4 kolommen                                    | McAlpine                               | Ardyne Point                | 149        | Noordzee (GB)        | 1978     |
| 16 | Chevron                 | Ninian centraal         | Doris, 1 kolom, Jarlan-wand                             | Howard-Doris                           | Loch Kishorn                | 136        | Noordzee (GB)        | 1978     |
| 17 | Shell                   | Brent C                 | Sea Tank, 4 kolommen                                    | McAlpine                               | Ardyne Point                | 141        | Noordzee (GB)        | 1978     |
| 18 | Mobil                   | Statfjord B             | Condeep, 4 kolommen                                     | Norwegian Contractors                  | Jåttåvågen, Stavanger       | 145        | Noordzee (GB)        | 1981     |
| 19 | Gulf Canada             | Tarsiut-eiland          | Canmar, Caisson retained island, 4 caissons             | Dillingham                             | Vancouver                   | 16         | Beaufortzee          | 1981     |
| 20 | Phillips                | Maureen ALC             | Doris, betonnen basis                                   | Howard-Doris                           | Loch Kishorn                | 92         | Noordzee (GB)        | 1982     |
| 21 | Texaco                  | Schwedeneck A           | Doris, 1 kolom                                          | HDW                                    | Kiel                        | 25         | Oostzee (DE)         | 1983     |
| 22 | Texaco                  | Schwedeneck B           | Doris, 1 kolom                                          | HDW                                    | Kiel                        | 16         | Oostzee (DE)         | 1983     |
| 23 | Mobil                   | Statfjord C             | Condeep, 4 kolommen                                     | Norwegian Contractors                  | Jåttåvågen, Stavanger       | 145        | Noordzee (NO)        | 1984     |
| 24 | Global Marine           | Glomar Beaufort Sea 1   | Super CIDS, afzinkbaar eiland                           | Nippon Kokan K.K.                      | Tsurumi, Tsu, Ise-baai      |            |                      | 1984     |
| 25 | Statoil                 | Gullfaks A              | Condeep, 4 kolommen                                     | Norwegian Contractors                  | Jåttåvågen, Stavanger       | 135        | Noordzee (NO)        | 1986     |
| 26 | Statoil                 | Gullfaks B              | Condeep, 3 kolommen                                     | Norwegian Contractors                  | Jåttåvågen, Stavanger       | 141        | Noordzee (NO)        | 1987     |
| 27 | Norsk Hydro             | Oseberg A               | Condeep, 4 kolommen                                     | Norwegian Contractors                  | Jåttåvågen, Stavanger       | 109        | Noordzee (NO)        | 1988     |
| 28 | Statoil                 | Gullfaks C              | Condeep, 4 kolommen                                     | Norwegian Contractors                  | Jåttåvågen, Stavanger/ Vats | 216        | Noordzee (NO)        | 1989     |
| 29 | Hamilton Brothers       | Ravenspurn North        | Arup, 3 kolommen                                        | John Laing                             | Graythorp                   | 42         | Noordzee (GB)        | 1989     |
| 30 | Phillips                | Ekofisk PB              | Beschermingsring voor Ekofisk-tank                      | Doris                                  | Rotterdam/ Ålfjord          | 75         | Noordzee (NO)        | 1989     |
| 31 | NAM                     | F3-FB1                  | HBW/ VSCI, 3 kolommen                                   | HBW/ VSCI                              | Verolme Botlek              | 43         | Noordzee (NL)        | 1993     |
| 32 | Saga                    | Snorre A                | 4 betonnen zwaartekracht-/ zuigankers voor Snorre A TLP | Norwegian Contractors                  | Jåttåvågen, Stavanger       | 310        | Noordzee (NO)        | 1992     |
| 33 | Statoil                 | Sleipner A              | Condeep, 4 kolommen                                     | Norwegian Contractors                  | Jåttåvågen, Stavanger       | 82         | Noordzee (NO)        | 1993     |
| 34 | Shell                   | Draugen                 | Condeep, mono-toren                                     | Norwegian Contractors                  | Jåttåvågen, Stavanger/ Vats | 251        | Noordzee (NO)        | 1993     |
| 35 | Conoco                  | Heidrun                 | 4 betonnen zuigankers voor Heidrun TLP                  | Norwegian Contractors                  | Jåttåvågen, Stavanger       | 350        | Noordzee (NO)        | 1994     |
| 36 | BP                      | Harding                 | Taywood, gravity base tank voor Technip TPG500          | Costain/ Taylor Woodrow                | Hunterston                  | 109        | Noordzee (GB)        | 1996     |
| 37 | Shell                   | Troll, A                | Condeep, 4 kolommen                                     | Norwegian Contractors                  | Jåttåvågen, Stavanger/ Vats | 303        | Noordzee (NO)        | 1995     |
| 38 | Conoco                  | Heidrun TLP             | TLP                                                     | Norwegian Contractors                  | Jåttåvågen, Stavanger       | 350        | Noordzee (NO)        | 1995     |
| 39 | Norsk Hydro             | Troll B                 | Doris, semi                                             | Kværner                                | Hanøytangen                 | 325        | Noordzee (NO)        | 1995     |
| 40 | Esso                    | West Tuna               | CGS, 3 kolommen                                         | Kinhill/ Doris                         | Port Kembla                 | 61         | Straat Bass (AU)     | 1996     |
| 41 | Esso                    | Bream B                 | CGS, 1 kolom                                            | Kinhill/ Doris                         | Port Kembla                 | 61         | Straat Bass (AU)     | 1996     |
| 42 | Ampolex                 | Wandoo B                | Arup, 4 kolommen                                        | Leighton                               | Bunbury                     | 54         | Australië            | 1996     |
| 43 | Elf                     | N'Kossa                 | Bouygues, FPSO                                          | Bouygues                               | Marseille                   | 170        | Congo                | 1996     |
| 44 | Mobil                   | Hibernia                | Doris, 4 kolommen                                       | Norwegian Contractors/ Kiewit          | Bull Arm                    | 80         | Canada               | 1997     |
| 45 | Amerada Hess            | South Arne              | CGS, 1 betonnen kolom, 1 stalen kolom                   | Taylor Woodrow                         | Nigg                        | 60         | Noordzee (DK)        | 1999     |
| 46 | Shell                   | Malampaya               | Arup, 4 kolommen                                        | Brown & Root                           | Subicbaai                   | 43         | Palawan, Filipijnen  | 2000     |
| 47 | SEIC                    | Lunskoye A              | Aker Kværner, 4 kolommen                                | Quattrogemini                          | Vostotsjny                  | 48         | Sachalin (RU)        | 2005     |
| 48 | SEIC                    | Piltun-Astokhskoye PA-B | Aker Kværner, 4 kolommen                                | Quattrogemini                          | Vostotsjny                  | 30         | Sachalin (RU)        | 2005     |
| 49 | Terminale GNL Adriatico | Terminale GNL Adriatico | Aker Kværner, LNG-terminal                              | Acciona                                | Campamento                  | 29         | Adriatische Zee (IT) | 2008     |
| 50 | MPU Offshore Lift       | MPU Heavy Lifter        | Dr.Techn.Olav Olsen, hefschip                           | Keppel, Van Hattum en Blankevoort/ BAM | Keppel Verolme, Rotterdam   |            |                      | 2008     |
| 51 | Exxon Neftegas          | Arkoetoen-Dagi Berkut   | Aker Solutions, 4 kolommen                              | Aker Solutions                         | Vostotsjny                  | 33         | Sachalin (RU)        | 2012     |
| 52 | ExxonMobil              | Hebron                  | Kiewit-Kværner, mono-toren                              | Kiewit-Kværner                         | Bull Arm                    | 109        | Canada               | 2017     |